# Polymastia grimaldii
Polymastia grimaldii är en svampdjursart som först beskrevs av Topsent 1913.  Polymastia grimaldii ingår i släktet Polymastia och familjen Polymastiidae. Inga underarter finns listade i Catalogue of Life.